# Golfo dell'Anadyr'
Il golfo dell'Anadyr' (in russo Анадырский залив, Anadyrskij zaliv) è una profonda insenatura del mare di Bering, lungo le coste dell'estremo nordest russo, delimitata a nord dalla vasta penisola dei Čukči; è compreso tra capo Čukotskij (мыс Чукотский), a nord-est, e capo Navarin (мыс Наварин) a sud-ovest. È largo circa 400 km, con una lunghezza di 278 e una profondità massima di 105 metri.
Vi sfociano il fiume Tumanskaja e, attraverso il liman dell'Anadyr', i fiumi Anadyr', Kančalan e Velikaja. Anadyr', principale centro urbano, porto navale e aeroporto dell'intera zona, sorge sulle coste del liman.
Provideniya, sulla baia Komsomolskaya (già Emma Harbor, un ramo della baia Providenija) ed Ėgvekinot, sulla baia Kresta, sono gli insediamenti costieri più vicini.